# النسر (عملة الولايات المتحدة)
النسر هو عملة ذهبية بقيمة 10 دولارات أمريكية أصدرتها دار سك العملة الأمريكية من عام 1795 إلى عام 1933، كان النسر هو العملة الأكبر من بين الوحدات العشرية الأساسية الخمس المستخدمة في تداول العملات المعدنية في الولايات المتحدة قبل عام 1933، وهو العام الذي سحب الذهب من التداول. هذه الوحدات الأساسية الخمس الرئيسية للمذهب هي الطاحونة والسنت والدايم والدولار والنسر، حيث السنت يساوي 10 مطاحن، والدايم هو 10 سنتات، والدولار هو 10 دايمات، والنسر هو 10 دولارات . كانت الوحدة الأساسية للمذهب بمثابة أساس لعملات ربع النسر (2.50 دولارًا) ونصف النسر (5 دولارات) والنسر (10 دولارات) والنسر المزدوج (20 دولارًا).
باستثناء عملة الدولار الذهبي، والعملة الذهبية بقيمة ثلاثة دولارات، والنيكل بقيمة ثلاثة سنتات، والنيكل بقيمة خمسة سنتات، كانت وحدة تسمية العملة قبل عام 1933 مرتبطة من الناحية المفاهيمية بالمعادن الثمينة أو شبه الكريمة التي تشكل غالبية السبائك المستخدمة في تلك العملة. واتبعت الولايات المتحدة الممارسة الأوروبية القائمة منذ فترة طويلة بشأن فئات مختلفة من الوحدات الأساسية لمختلف المعادن الثمينة وشبه الكريمة. حيث كان السنت هو الوحدة الأساسية للنحاس المذهب. وكان الدايم والدولار هما الوحدتان الأساسيتان للقيمة بالفضة. كان النسر هو الوحدة الأساسية للقيمة بالذهب، على الرغم من أنه على عكس "السنت" و"الدايم" (أو "ديسم") و"الدولار"، لم تحدد العملات الذهبية مطلقًا قيمتها بوحدات "النسور". وهكذا أظهر النسر المزدوج قيمته بـ "عشرين دولارًا" بدلاً من "نسرين".
لا ينبغي الخلط بين فئة النسر المتداولة في الولايات المتحدة من أواخر القرن الثامن عشر وحتى الثلث الأول من القرن العشرين وبين عملات سبائك النسر الأمريكي التي صُنعت من الفضة أو الذهب (منذ عام 1986)، أو البلاتين (منذ عام 1997)، أو البلاديوم (منذ 2017).

## سنوات الإنتاج والتأليف
صدرت العملات الذهبية للتداول من قبل دار سك العملة الأمريكية من 1795 إلى 1933، ونصف نسر من 1795 إلى 1929، وربع نسر من 1796 إلى 1929، والنسر المزدوج من 1850 إلى 1933، مع فجوات إنتاج عرضية لكل نوع. باستثناء النسر المزدوج، تناقصت أقطار كل هذه الفئات مع مرور الوقت. ويبين الجدول التالي أقطار كل فئة من الفئات بالمليمتر (مم) حسب السنة الأولى التي استخدم فيها هذا القطر:
| سنة  | ربع النسر | نصف النسر | نسر     | النسر المزدوج |
| ---- | --------- | --------- | ------- | ------------- |
| 1795 | --        | 25.0 مم   | 33.0 مم | --            |
| 1796 | 20.0 مم   | --        | --      | --            |
| 1821 | 18.5 مم   | --        | --      | --            |
| 1829 | 18.2 مم   | 23.8 مم   | --      | --            |
| 1834 | --        | 22.5 مم   | --      | --            |
| 1838 | --        | --        | 27.0 مم | --            |
| 1840 | 18.0 مم   | 21.6 مم   | --      | --            |
| 1849 | --        | --        | --      | 34.0 مم       |

## قائمة التصاميم
- رأس العمامة 1795-1804
  - رأس العمامة، نسر صغير 1795-1797
  - رأس عمامة، نسر كبير 1797-1804
- رأس الحرية (الإكليل) 1838-1907
  - التويج، بدون شعار 1838–1866
  - التويج، بشعار 1866–1907
- الرأس الهندي 1907-1933